# Cultus decisus
Cultus decisus és una espècie d'insecte plecòpter pertanyent a la família dels perlòdids. En el seu estadi immadur és aquàtic i viu a l'aigua dolça, mentre que com a adult és terrestre i volador. Es troba a Nord-amèrica: el Canadà (Nova Brunswick i Ontario) i els Estats Units (Alabama, Michigan, Delaware, Nova York, Geòrgia, Maryland, Mississipi, Carolina del Nord, Pennsilvània, Carolina del Sud, Tennessee, Virgínia i Virgínia Occidental).

## Subespècies
- Cultus decisus decisus (Walker, 1852). Es troba a l'oest del Canadà (Nova Brunswick i Ontario) i el nord-est dels Estats Units (Michigan,[11][12] Nova York, Maine[13] i Pennsilvània).[14]
- Cultus decisus isolatus (Banks, 1920). Es troba al sud-est dels Estats Units (el nord de Geòrgia,[15] l'oest de Carolina del Nord[16][17] i el sud de Virgínia).[18][4]